# Shinborupuromunadopark

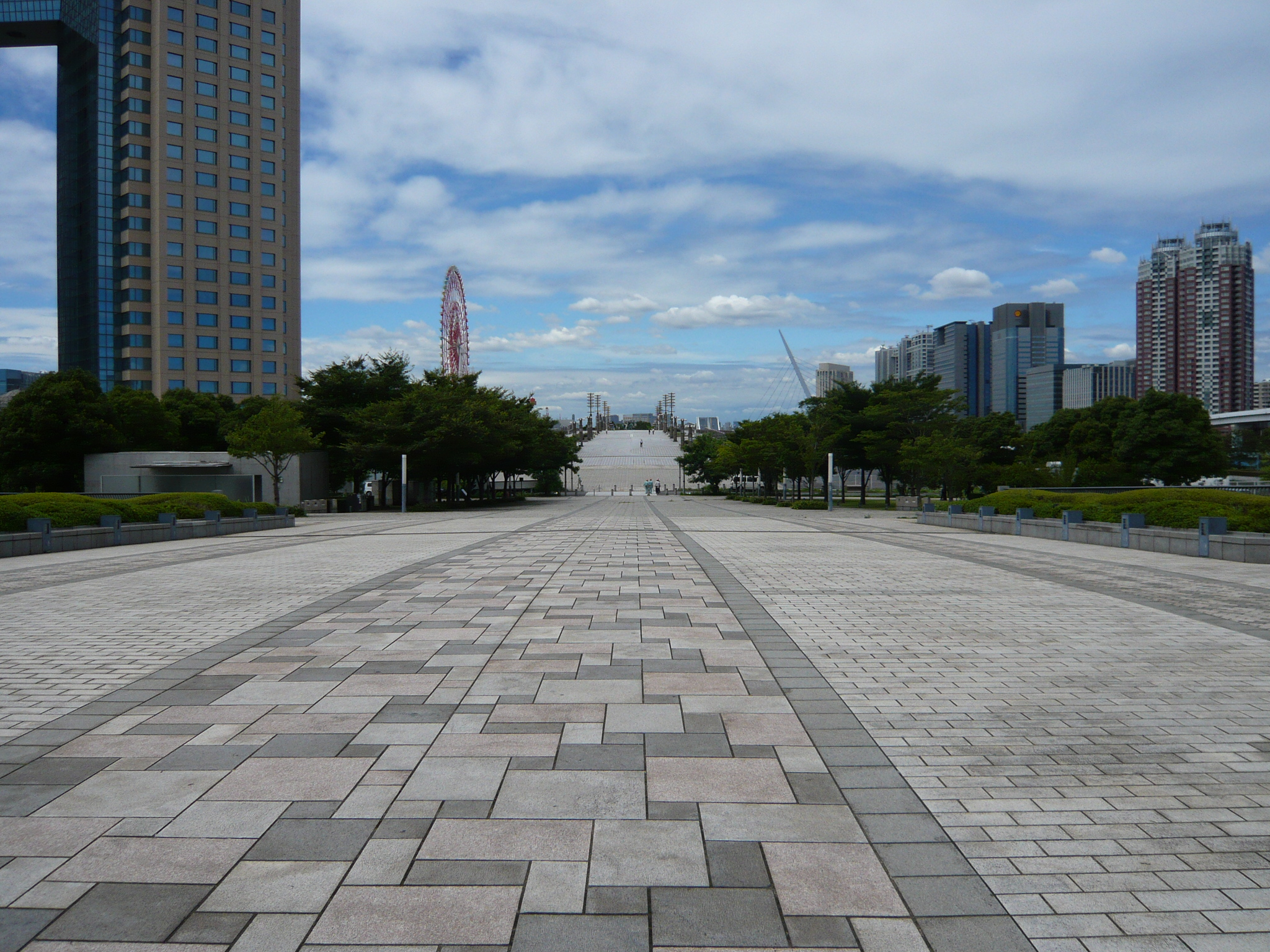
De centrale promenade met de Yumenobrug gezien vanuit Ariake met op de achtergrond het reuzenrad van Palette Town.

Het Shinborupuromunadopark (Japans: シンボルプロムナード公園; Engels: Symbol Promenade Park) is een park in de Japanse hoofdstad Tokio. Het vormt de centrale groenstructuur van het stadsdeel Rinkai-fukutoshin in de Baai van Tokio. Het strekt zich uit over de wijken Odaiba, Aomi en Ariake. Het park beslaat een oppervlakte van ruim 26 hectare en werd in 1996 geopend. Het bestaat – zoals de naam al deels aangeeft – uit drie brede promenades. De westelijke promenade ligt tussen het Telecom Center in het zuiden en het strandpark van Odaiba in het noorden, terwijl de oostelijke promenade zich tussen de Tokyo Big Sight en het tennispark van Ariake bevindt. Een centrale promenade verbindt de oostelijke en westelijke promenade met elkaar en overbrugt via de Yumenobrug het water tussen Odaiba en Ariake.